# Montagnac-Montpezat
Montagnac-Montpezat – miejscowość i gmina we Francji, w regionie Prowansja-Alpy-Lazurowe Wybrzeże, w departamencie Alpy Górnej Prowansji.

## Demografia
Według danych na rok 1990 gminę zamieszkiwało 279 osób, a gęstość zaludnienia wynosiła 8 osób/km². W styczniu 2015 r. Montagnac-Montpezat zamieszkiwało 419 osób, przy gęstości zaludnienia wynoszącej 12,3 osób/km².